# Ulrik Josefsson
Johan Ulrik Josefsson, född 16 mars 1965 i Hässelby församling i Stockholm, är en svensk pingstpastor, teolog och akademisk ledare.

## Biografi
Ulrik Josefsson tillbringade sin barndom i Stockholmsregionen och reste som 14-åring till Bolivia, där föräldrarna blev missionärer. Kulturen och folkmusiken där gjorde starkt intryck på honom. Senare studerade han pedagogik, utbildningsplanering och utbildningsadministration vid Lunds universitet med examen 1992 och tog gymnasielärarexamen i religion vid Lärarhögskolan i Malmö 1995. Han har också studerat teologi vid Lunds universitet, där han blev teologie kandidat 1996 och teologie doktor 2005 på avhandlingen Liv och över nog – den tidiga pingströrelsens spiritualitet. Vid Uppsala universitet har han genomgått rektorsutbildning med examen 2012.
Josefsson har haft olika pastorstjänster inom Pingströrelsen. Han var ungdomspastor, först i Smyrnakyrkan i Älvängen 1986–1988 och därefter i Pingstkyrkan i Lund 1988–1992. Han var pastor med ansvar för undervisning i Pingstkyrkan i Jönköping 1996–2006. Inom rörelsen har han haft en rad ledande roller. Han var utvecklingsansvarig för skola/utbildning vid Pingst Ung 1989–1995 och tjänstgjorde som lektor vid Pingstförsamlingarnas teologiska seminarium (PTS) i Uppsala 2006–2011, där han därtill var rektor 2008–2011. Han var verksamhetsledare vid Pingst Utbildning som innefattade rörelsens fem folkhögskolor 2012–2020 och är utvecklingsansvarig för rörelsens högre utbildning i Östafrika sedan 2021. 2018 var han ordförande i Pingstkyrkan i Jönköping. Vidare verkade Ulrik Josefsson för Svenska Alliansmissionen (SAM) då han var rektor och lektor vid Korteboskolan i Jönköping 2007–2010.
År 2011 bildade Evangeliska frikyrkan (EFK), Svenska Alliansmissionen (SAM) och Pingst genom en ideell förening Akademi för Ledarskap och Teologi (ALT) i Örebro med tillhörande studieorter runtom i landet. Ulrik Josefsson är  sedan grundandet lektor för ALT, och var 2011–2023 prorektor där innan han 2023 tillträdde som rektor efter Niklas Holmefur. Samma år utsågs han till docent i praktisk teologi vid Uppsala universitet.
Han är vanligt förekommande i debatter och har gjort olika forskningsrapporter som Entusiastisk kristendom & fanatism i Knutby (2021) och Svensk frikyrklighet i pandemin (2022), båda i samarbete med Magnus Wahlström.